# نيلس بيرغستروم (عداء مسافات طويلة)
نيلس بيرغستروم هو عداء مسافات طويلة سويدي، ولد في 17 نوفمبر 1898، وتوفي في 27 يناير 1988.

## وصلات خارجية
- نيلس بيرغستروم على موقع أوليمبيديا (الإنجليزية)
- نيلس بيرغستروم على موقع اللجنة الأولمبية السويدية (السويدية)